# 22e cérémonie des David di Donatello
La 22e cérémonie des David di Donatello s'est déroulée le 23 juillet 1977 au Théâtre de Taormine. 

## Palmarès
- Meilleur film :
  - Le Désert des Tartares ex æquo avec
  - Un bourgeois tout petit petit
- Meilleur film étranger :
  - Marathon Man
- Meilleur acteur :
  - Alberto Sordi pour Un bourgeois tout petit petit
- Meilleur acteur étranger :
  - Sylvester Stallone pour Rocky ex æquo avec
  - Dustin Hoffman pour Marathon Man
- Meilleure actrice :
  - Mariangela Melato pour Caro Michele
- Meilleure actrice étrangère :
  - Annie Girardot pour Cours après moi que je t'attrape ex æquo avec
  - Faye Dunaway pour Network : Main basse sur la télévision
- Meilleur réalisateur :
  - Mario Monicelli pour Un bourgeois tout petit petit ex æquo avec
  - Valerio Zurlini pour Le Désert des Tartares
- Meilleur réalisateur étranger :
  - Akira Kurosawa pour Dersou Ouzala
- Meilleur scénario :
  - Leonardo Benvenuti et Piero De Bernardi pour La Chambre de l'évêque
- Meilleur musicien :
  - Nino Rota pour Le Casanova de Fellini

- David Luchino Visconti
  - Robert Bresson

- David Europeo
  - Stanley Kubrick

- David Spécial :
  - Sean Connery, pour sa contribution au monde du théâtre
  - Vincenzo Crocitti et Shelley Winters pour leur interprétation dans Un bourgeois tout petit petit
  - Diana Ferrara pour ses contributions dans le monde du ballet
  - Giorgio Ferrara pour sa réalisation de  Un cuore semplice
  - Jodie Foster pour son interprétation dans Taxi Driver
  - Giuliano Gemma, pour son interprétation dans Le Désert des Tartares
  - Angelica Ippolito pour son interprétation dans Oh, Serafina!
  - Alberto Lattuada pour sa contribution au cinéma
  - Enrico Montesano pour sa contribution du petit au grand écran
  - Mosfilm pour sa production de Dersou Ouzala
  - Martin Scorsese pour sa réalisation de Taxi Driver
  - Théâtre Bolchoï